# Spider-Man: Brand New Day
Pour les articles homonymes, voir Spider-Man (homonymie) et Brand New Day.
Série l'univers cinématographique Marvel
Les Quatre Fantastiques : Premiers pas
(2025) Avengers: Doomsday
(2026)
Série Spider-Man (2017)
Spider-Man: No Way Home
(2021)
Pour plus de détails, voir Fiche technique et Distribution.
Spider-Man: Brand New Day est un film américain réalisé par Destin Daniel Cretton et dont la sortie est prévue en 2026.
Il s'agit du 38e film de l'univers cinématographique Marvel et le 2e de la phase 6. Le film est centré sur le personnage de Spider-Man à nouveau incarné par Tom Holland, aux côtés de Jon Bernthal, Mark Ruffalo, Michael Mando et Zendaya. Après la trilogie de Jon Watts (2017-2021), la réalisation de ce long-métrage est signée Destin Daniel Cretton.

## Synopsis
Après que le monde a oublié son nom, Peter Parker entame un nouveau chapitre de sa vie : concilier ses études, son travail à temps partiel et sa responsabilité de sympathique araignée du quartier. Mais lorsqu'une force mystérieuse commence à perturber New York de l'intérieur, Peter se retrouve pris entre de puissants ennemis, un héritage ancien et des alliés inattendus. Alors que les ombres du passé ressurgissent dans son présent, il doit redéfinir ce que signifie réellement être un héros, seul[réf. nécessaire].

## Fiche technique
Sauf indication contraire, les informations mentionnées dans cette section peuvent être confirmées par les bases de données cinématographiques IMDb et Allociné,  présentes dans la section « Liens externes ».
- Titre original : Spider-Man: Brand New Day
- Réalisation : Destin Daniel Cretton
- Scénario : Chris McKenna et Erik Sommers, d'après les personnages Marvel Comics créés par Stan Lee et Steve Ditko
- Musique : N/A
- Costumes : Sanja Milkovic Hays
- Photographie : Brett Pawlak
- Montage : Nat Sanders
- Production : Kevin Feige et Amy Pascal
  - Production déléguée : Avi Arad, Louis D'Esposito, Rachel O'Connor
- Sociétés de production : Marvel Studios et Pascal Pictures, présenté par Columbia Pictures
- Société de distribution : Columbia Pictures et Sony Pictures Entertainment (États-Unis) ; Sony Pictures Releasing Canada (Canada) ; Sony Pictures Releasing International (France)
- Budget : N/A
- Pays de production :  États-Unis
- Langue originale : anglais
- Format : couleur
- Genre : action, aventures, science-fiction, fantastique, super-héros
- Dates de sortie : Dates sujettes à modification
  - France : 29 juillet 2026
  - États-Unis : 31 juillet 2026

## Distribution
- Tom Holland : Peter Parker / Spider-Man
- Jon Bernthal : Frank Castle / le Punisher
- Mark Ruffalo : Dr Bruce Banner / Hulk
- Michael Mando : Mac Gargan / le Scorpion
- Zendaya : Michelle « MJ » Jones-Watson (en)
- Jacob Batalon : Ned Leeds
- Sadie Sink
- Liza Colón-Zayas
- J. K. Simmons : J. Jonah Jameson
- Melanie Scrofano
- Tramell Tillman

## Production

### Genèse et développement
Dès août 2019, une suite à Spider-Man: No Way Home (2021) est envisagée. En novembre 2021, après la sortie du film, la productrice Amy Pascal révèle que Sony et Marvel Studios prévoient une deuxième trilogie Spider-Man, toujours avec Tom Holland dans le rôle-titre, et que le travail d'écriture a commencé. Chris McKenna et Erik Sommers étaient toujours attachés au scénario mais leur travail a été mis en pause après la grève de la Writers Guild of America de 2023[réf. nécessaire].
Après des discussions, Destin Daniel Cretton, qui a déjà réalisé Shang-Chi et la Légende des Dix Anneaux (2021) pour Marvel Studios, est confirmé à la réalisation en septembre 2024. Il succède donc à Jon Watts, qui avait réalisé les trois opus sortis entre 2017 à 2021. La sortie est alors prévue aux États-Unis au 24 juillet 2026[réf. nécessaire]. 
Le titre officiel, Spider-Man: Brand New Day, est annoncé lors du CinemaCon le 1er avril 2025, avec une date de sortie finalement prévue le 31 juillet 2026 aux États-Unis.

### Attribution des rôles
En mars 2025 Sadie Sink rejoint la distribution, en mai Liza Colón-Zayas est elle aussi confirmée, le mois suivant, Jon Bernthal est annoncé comme reprenant son rôle de Frank Castle / Punisher des séries Daredevil, The Punisher et Daredevil: Born Again, il s'agira de la première apparition du personnage au sein de l'univers cinématographique Marvel sur grand écran. Zendaya et Jacob Batalon sont également annoncés comme reprenant leurs rôles respectifs de Michelle « MJ » Jones-Watson (en) et Ned Leeds des précédents films.
Le 1er août 2025, Mark Ruffalo et Michael Mando sont confirmés pour reprendre leur rôles respectifs de Bruce Banner / Hulk et de Mac Gargan / Scorpion.

### Tournage
Le tournage débute officiellement le 1er août 2025 à Glasgow au Royaume-Uni,.

## Sortie et accueil

### Promotion et date de sortie
La date de sortie américaine est fixée au 31 juillet 2026.
Le 1er août 2025, un court teaser de 8 secondes est publié et montre ce qui semble être des détails du nouveau costume de Spider-Man. Le lendemain, un court teaser présentant Tom Holland se préparant pour le tournage ainsi que le costume entier est dévoilé avec en fond sonore les premières notes au piano du thème de Michael Giacchino.

### Anecdotes
- Le film marque pour la seconde fois la présence de Frank Castle / Le Punisher dans un film de la licence Spider-Man[10]. Le personnage était apparu une première fois en caméo dans Spider-Man 2 sous la volonté du réalisateur Sam Raimi[11],[12],[13].
- Le modèle de la camionnette du Punisher apparaissant dans le film est identique à celui présenté dans la série télévisée The Punisher, ce qui confirme la continuité avec la série[14],[15].